# Шишлянников, Александр Владимирович
Александр Владимирович Шишлянников (3 ноября 1950, Ташкент, Узбекская ССР, СССР — 15 сентября 2023, Ташкент, Узбекистан) — таджикский и узбекский военачальник. Первый министр обороны Республики Таджикистан (1993—1995), генерал-майор, кандидат военных наук.

## Биография
В Вооружённых силах СССР
Александр Шишлянников родился 3 ноября 1950 года в Ташкенте. 
В 1971 году окончил Ташкентское высшее танковое командное училище в Чирчике, а спустя 10 лет — Военную академию бронетанковых войск им. Малиновского. 
В 1980-е годы служил в Центральном и Туркестанском военных округах (базировались в казахстанской и узбекистанской столицах Алма-Ате и Ташкенте соответственно), а также в Западной группе войск в Восточной Германии. В это время он был переброшен с советской 40-й армией в Афганистан на ранних этапах советско-афганской войны. 
Ко времени распада Советского Союза и создания независимых государств служил в Министерстве обороны Узбекистана.
Министр обороны Республики Таджикистан
В январе 1993 года полковник Шишлянников был назначен первым министром обороны Республики Таджикистан. Был в числе 200 офицеров, привезённых из Узбекистана по приказу президента Эмомали Рахмона. Через месяц, 23 февраля, Шишлянников возглавит торжества в честь образования Вооружённых сил Таджикистана. Во время его пребывания в должности ожидалось, что он будет временной фигурой и в конечном итоге будет заменён полковником Рамазоном Раджабовым, его заместителем, который был в фаворе у многих элитных кругов. Шишлянников сыграл ключевую роль на ранних этапах гражданской войны в Таджикистане. В конце июля того же года он принимал у себя с визитом министра обороны России Павла Грачёва, где подверг критике позицию «отдельных руководителей стран СНГ» за невыполнение предложений ОКВС СНГ о вводе в республику миротворческих сил.
Освобождён от занимаемой должности 7 апреля 1995 года, его сменил Шерали Хайруллоев.
Дальнейшая деятельность
Преподавал в Академии Вооружённых сил Узбекистана, работал старшим научным сотрудником Центра военных научно-прикладных разработок Академии Вооружённых сил Узбекистана.  
Автор более 70 научных и методических трудов. Кандидат военных наук.
Награждён медалями СССР, орденами и медалями Республики Таджикистан и Республики Узбекистан.
Скончался 15 сентября 2023 года на 73-м году жизни после продолжительной болезни.